# Witold Adamek

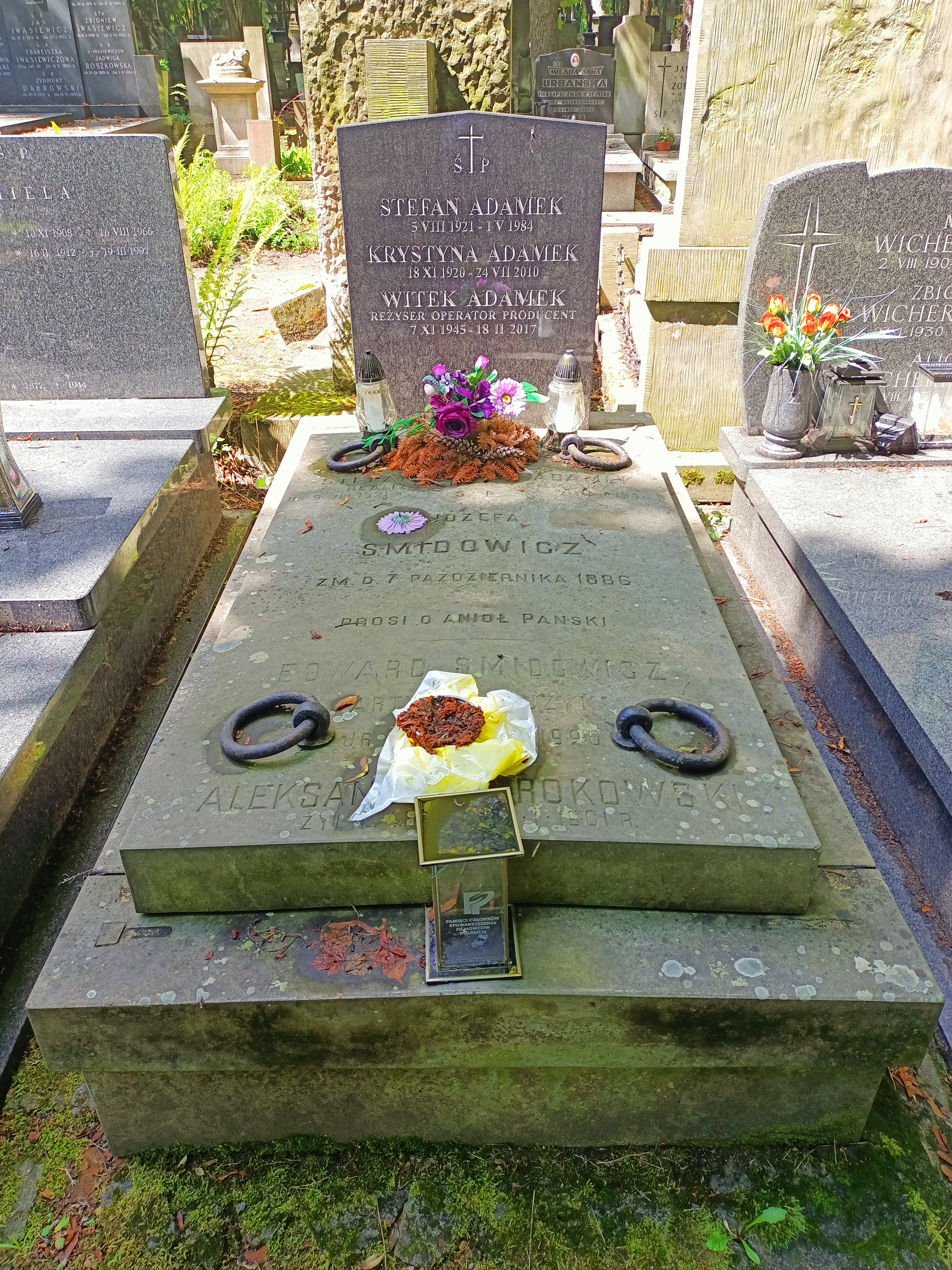
Grób Witolda Adamka na Cmentarzu Powązkowskim

Witold Adamek (ur. 7 listopada 1945 w Łodzi, zm. 18 lutego 2017 w Warszawie) – polski operator filmowy, reżyser i scenarzysta, w 2014 otrzymał złoty Medal „Zasłużony Kulturze Gloria Artis”.

## Życiorys
Syn kierownika produkcji Stefana Adamka. W 1969 został absolwentem Wydziału Operatorskiego PWSTiF w Łodzi, dyplom uzyskał w 1973. Początkowo asystent operatora, w 1971 debiutował jako operator filmów dokumentalnych i fabularnych. Był również współscenarzystą. W latach 90. zajął się także reżyserią telewizyjną i produkcją filmową. W 1998 zadebiutował reżysersko filmem Poniedziałek. Zmarł 18 lutego 2017. Jego prochy zostały złożone 15 marca 2017 w grobowcu rodzinnym na cmentarzu Stare Powązki w Warszawie (wejście IV bramą).

## Upamiętnienie
26 listopada 2018 w trakcie 23. Forum Kina Europejskiego „Cinergia” w Łodzi, na ul. Piotrkowskiej odsłonięto gwiazdę Witolda Adamka.

## Filmografia
| - 2006 – Samotność w sieci - 2001 – Wtorek - 1976 – Albo ja albo ona - 1976 – Pieśni - 1976 – Koncert na piłę - 1975 – Schubert nieznany - 1975 – Grzech Antoniego Grudy - 1973 – Dziesiąty raz w Opolu - 1971 – Punkt wyjścia |  | - 2006 – Samotność w sieci - 2004 – Czwarta władza - 2002 – Miss mokrego podkoszulka - 2001 – Wtorek - 1998 – Poniedziałek - 1976 – Albo ja albo ona |

### Operator filmowy (zdjęcia)
- 2006 – Samotność w sieci
- 2006 – Po sezonie
- 2004 – Czwarta władza
- 2002 – Miss mokrego podkoszulka
- 2001 – Wtorek
- 2000 – Żółty szalik
- 2000 – To ja, złodziej
- 1998 – Złoto dezerterów
- 1998 – Poniedziałek
- 1998 – Matki, żony i kochanki II
- 1998 – Siedlisko
- 1996 – Opowieści erotyczne (Tales of Erotica)
- 1996 – Dzieci i ryby
- 1996 – Bar Atlantic
- 1996 – Wezwanie
- 1995 – Matki, żony i kochanki
- 1995 – Diabelska edukacja
- 1995 – Dido & Aeneas
- 1995 – Girl Guide
- 1995 – La Tabatière de l’empereur
- 1994 – Spis cudzołożnic
- 1993 – Do widzenia wczoraj. Dwie krótkie komedie o zmianie systemu
- 1993 – Nowe przygody Arsena Lupin, (fr. Les Nouveaux Exploits d’Arsène Lupin)
- 1993 – Kolejność uczuć
- 1992 – Sprawa kobiet, (fr. Le Violeur Impuni)
- 1992 – Kim był Joe Luis
- 1992 – Szwadron
- 1991 – Ferdydurke
- 1991 – Maria Curie (Marie Curie, une femme honorable)
- 1991 – Tak, tak
- 1991 – Panny i wdowy (film i serial)
- 1990 – Domena władzy (Eminent Domain)
- 1989 – Kapitał, czyli jak zrobić pieniądze w Polsce
- 1988 – Dekalog VI
- 1988 – Biesy (Les possédés)
- 1988 – Krótki film o miłości
- 1988 – Dotknięci
- 1988 – Piłkarski poker
- 1988 – Obywatel Piszczyk
- 1987 – Misja specjalna
- 1987 – Pociąg do Hollywood
- 1986 – Bohater roku
- 1986 – Nieproszony gość
- 1985 – Zabawa w chowanego
- 1985 – Jezioro Bodeńskie
- 1985 – C.K. Dezerterzy
- 1984 – Baryton
- 1984 – W starym dworku, czyli niepodległość trójkątów
- 1984 – Yesterday
- 1983 – Lata dwudzieste... lata trzydzieste...
- 1983 – Nadzór
- 1983 – To tylko rock
- 1982 – Matka Królów
- 1981 – Jan Serce
- 1981 – Spokojne lata
- 1980 – Bo oszalałem dla niej
- 1980 – Z biegiem lat, z biegiem dni
- 1980 – Olimpiada ’40
- 1979 – Doktor Murek
- 1976 – Polskie drogi
- 1976 – Pieśni
- 1976 – Albo ja albo ona
- 1976 – Mgła
- 1975 – Schubert nieznany
- 1975 – Grzech Antoniego Grudy
- 1974 – Polska 74
- 1974 – Podróż w XXX-lecie
- 1973 – Dziesiąty raz w Opolu
- 1972 – Agnieszka
- 1972 – Siedem czerwonych róż czyli Benek Kwiaciarz o sobie i o innych
- 1971 – Punkt wyjścia

### Aktor
- 1993 – Do widzenia wczoraj. Dwie krótkie komedie o zmianie systemu, jako mężczyzna idący o kulach

### Producent filmowy
- 2006 – Samotność w sieci
- 2005 – Po sezonie
- 2000 – Daleko od okna

## Nagrody filmowe
- 2001 – Daleko od okna, (nominacja) Orzeł najlepszy producent
- 1999 – Poniedziałek, Grand Prix Wielki Jantar
- 1999 – Poniedziałek, Nagroda Młodych nagroda specjalna przyznana przez Jury Młodych
- 1999 – Poniedziałek, Srebrny Jantar film polski
- 1989 – Obywatel Piszczyk, Nagroda Przewodniczącego Kinematografii
- 1989 – Krótki film o miłości, Nagroda Przewodniczącego Kinematografii
- 1989 – Dotknięci, Nagroda Przewodniczącego Kinematografii
- 1989 – Piłkarski poker, Nagroda Przewodniczącego Kinematografii
- 1998 – Dzieci i ryby, nagroda za zdjęcia FF Pjongjang
- 1988 – Obywatel Piszczyk, nagroda za zdjęcia na FPFF Gdynia
- 1988 – Krótki film o miłości, nagroda za zdjęcia na FPFF Gdynia
- 1988 – Dotknięci, nagroda za zdjęcia na FPFF Gdynia
- 1986 – Jezioro Bodeńskie, Nagroda Przewodniczącego Kinematografii, nagroda Kinematografii za najwybitniejsze osiągnięcia programowe w dziedzinie filmu
- 1985 – Nadzór, nagroda za zdjęcia na FPFF Gdynia
- 1985 – Baryton, nagroda za zdjęcia na FPFF Gdynia
- 1985 – Yesterday, nagroda za zdjęcia na FPFF Gdynia
- 1978 – Polskie drogi, Nagroda Przewodniczącego Komitetu ds. Radia i Telewizji (nagroda indywidualna I stopnia)